# Liga TDP
La Liga TDP, nota fino al 2018 come Tercera División Profesional de México è il quarto livello del campionato messicano di calcio. È formata da 195 squadre, suddivise in 14 gruppi.

## Squadre

### Gruppo I
Dep. Maya Caribe, Azules de la sección 26, Corsarios de Campeche, Huracanes de Cozumel, Club Deportivo Chetumal, Delfines de la UNACAR, Ejidatarios de Bonfil, Futbol Club Itzaes, Inter Playa Junior, Jaguares de Chiapas "C", Jaguares de la 48, Jaguares Aexa, Mérida Futbol Club, Pioneros Júnior, Real Victoria, Minatitlán

### Gruppo II
Atlético Boca del Río, Atl. Huasteco, Caballeros de Córdoba, Conejos de Túxpam, Cruz Azul Lagunas, Héroes de Veracruz, Hueyapan, Plateados de Cerro Azul, Club Deportivo Once Hermanos, Club Deportivo Poza Rica, Cosoleacaque, Club Deportivo Tezonapa, Tiburones Rojos de Boca del Río, Universidad de Sotavento, Universidad del Golfo de México, Universidad del Istmo Americana, Voladores De Papantla, Naranjeros de Álamo, Santo Casino

### Gruppo III
Cañeros de Zacatepec, Club de Fútbol Galgos, Cuautla Yeca Juvenil, Club Deportivo Chilpancingo, Club Deportivo Galeana Morelos, Jiutepec, Linces de Oaxaca, Lobos de la BUAP "B", Lobos de Tlaxcala, Comsbmra, Real San Cosme, Club Deportivo Tehuacán, Atl. Cuernavaca, Oaxaca, Club Deportivo Zapata, Chimbombos de Cintalapa, Ocotlan F.C., Teziutlán

### Gruppo IV
Club de Futbol Álamos, Club América "C", Atlético Iztacalco, C.A. Eca Norte, Cobijeros de Chiconcuac, Coyotes Neza, Club Deportivo Neza, Guerreros de Ixtapalapa, Lobos Unión Neza, Novillos Neza, Pato Baeza Futbol Club, Pelícanos de Cuautitlán, Club Sporting Canamy, Deportivo Tecamachalco "B", Club Deportivo Texcoco, Club Deportivo Venados

### Gruppo V
Águilas de Teotihuacán, Atlético Hidalgo, Atlético Huejutla, Cruz Azul Dublán, Halcones del Valle del Mezquital "B", Cielo Azul, Morelos-Ecatepec, Pachuca "C", Pachuca Júnior "B", Potros del Atlante "B", Real Halcones, Real Olmeca Sport, Club Deportivo Santiago Tulantepec, Deportivo Iztacalco, Club Deportivo Universidad de Futbol, Unión Acolman Futbol Club, Xicotepec, Zacatlán

### Gruppo VI
Anáhuac. Atlético UEFA, Albinegros de Orizaba, Cruz Azul Xochimilco, Delfines UGM, Estudiantes de Xalapa, Frailes de Homape, G.R. Sport, Aztecas, Club Deportivo Plateros, Club Futbol Cuauhtemoc Blanco, Teca-Huixquilucan "B", LindaVista, Titán Soccer, Club Deportivo Tultitlán, Club Deportivo Tulyehualco, Soccer Buendia, Chalco

### Gruppo VII
A.P.C. Tepalcapa C.R., Club de Futbol Estudiantes, Club Real Deportivo Metepec, Estudiantes de Huehuetoca, Club Deportivo Jilotepec, Tláhuac, Mineros del Real Hidalgo, Club Deportivo San Mateo Atenco, Cd. Lerma, Club Deportivo Tejupilco, Club Deportivo Texcaltitlán, Deportivo Toluca "C", Club Deportivo Universidad Autónoma del Estado de México "B" y Club Deportivo Zitácuaro, Dragones, Fijar Soccer, Real Cuautitlan, Tolcayuca

### Gruppo VIII
Aztecas de Querétaro, Atlético San Miguel, Cachorros de San Luis, Ciudad Valles, Delfines de Acero de Lazaro Cardenas, Progreso F.C., Gallos Blancos de San Juan del Río, Club Deportivo Juventino Rosas, lobos de Zihuatanejo, Monarcas Morelia "C", Monarcas Zacapú, Peces Blancos de Pátzcuaro, Tacámbaro, Halcones de San Juan del Río "B", Club Deportivo Santa Rosa

### Gruppo IX
Atl. Bajio, Atl. Celaya, Atlético ECCA, Atlético San Francisco, Club Deportivo Cabezas Rojas, Cachorros de León "B", Club Deportivo El Milagro, Pénjamo Libertadores, Club Necaxa "C", Real Cavadas, Real Congregación Moroleón, Reboceritos de La Piedad, Real Leones, Club Deportivo Universidad Autónoma de Zacatecas, Zapateros Garra Leonesa, Cristo Rey

### Gruppo X
Academicos, Atlético Tecomán, Aves Blancas de Jalisco, Arenal, Conejos de Tuxpan, Club Deportivo Chapala, Escuela de Futbol Chivas, 
Rojos de Jesús María, Arandas, Tecos Sayula UAG, Tecos U.A.G. "C", Tepatitlán, Club Deportivo Valle de Grullo, Club Deportivo Zapotlanejo, Atotonilco F.C., Oro, Volcanes de Colima

### Gruppo XI
Cachorros de Atotonilco, Cañeros de Xalisco, Club Deportivo y Social PVSC, Cocula Santa Rosalía, Deportivo Tepic, Estudiantes Tecos, Futbol Club Atlas, Etzatlán, Club Deportivo Guadalajara "C", Ladrilleros de Tlajomulco, Club Deportivo Nacional, Club Deportivo Sahuayo, Sufacen de Compostela, Sufacen de Santiago, Vaqueros de Ixtlán "B", Vaqueros de Nayarit

### Gruppo XII
49 de Cadereyta, Alianza UNETEFAN, Ebano, Correcaminos de la UAT "C", Atl. Altamira, Futbol Club El Naranjo, Futbol Club Excelsior "B", Halcones de Saltillo, Mante Futbol Club, Panteras Negras de Guadalupe, Petroleros de Ciudad Madero, Club Deportivo Ramos Arizpe, Club de Futbol Monterrey "C", Tigres S.D., Troyanos de la Universidad de Monterrey, Club Deportivo Xicontécatl, Matehuala

### Gruppo XIII
Atlante Tijuana, Cachanillas de Mexicali, Deportivo Guamúchil, F.C., Diablos Azules de Guasave, Dorados de Sinaloa "B", Generales de Navojoa, Halcones de Tijuana, Pioneros del Valle F.C., Búhos de Hermosillo, Delfines De Los Cabos FC, Dorados los Mochis, Diablos de Mexicali, Cd. Obregon, Tijuana f.c., Xoloitzcuintles

### Gruppo XIV
Club Deportivo Arenales, Calor de San Pedro, Club Deportivo Guachochí, Bachilleres de Ciudad Juárez, Bachilleres de Chihuahua, Coyotes de Parral, Chinarras de Aldama, Dorados Fuerzas Básicas, Halcones de Jiménez, Leones de Chihuahua Futbol Club, F.C Cultural Magarí, Santos Laguna "D", Soles de Ciudad Juárez, Dorados Inter, Futbol Premier

## Albo d'oro
| Stagione      | Campione                           | Campeón de Filiales (Nessuna promozione) | Campeón Promocionales       |  |
| ------------- | ---------------------------------- | ---------------------------------------- | --------------------------- |  |
| 1967-68       | Zapata F.C.                        | x                                        | x                           |  |
| 1968-69       | Mastines de Naucalpan              | x                                        | x                           |  |
| 1969-70       | Club San Luis                      | x                                        | x                           |  |
| 1970-71       | Lobos de Querétaro                 | x                                        | x                           |  |
| 1971-72       | Orizaba                            | x                                        | x                           |  |
| 1972-73       | Tecos de la UAG                    | x                                        | x                           |  |
| 1973-74       | Celaya F.C.                        | x                                        | x                           |  |
| 1974-75       | U.A.E.M                            | x                                        | x                           |  |
| 1975-76       | T.A.M.S.A.                         | x                                        | x                           |  |
| 1976-77       | Osos Grises de Toluca              | x                                        | x                           |  |
| 1977-78       | Club Deportivo Zamora              | x                                        | x                           |  |
| 1978-79       | Lobos de Tlaxcala                  | x                                        | x                           |  |
| 1979-80       | Oaxtepec                           | x                                        | x                           |  |
| 1980-81       | Azucareros de Córdoba              | x                                        | x                           |  |
| 1981-82       | Petroleros de Poza Rica            | x                                        | x                           |  |
| 1982-83       | Tecomán                            | x                                        | x                           |  |
| 1983-84       | San Mateo Atenco                   | x                                        | x                           |  |
| 1984-85       | Unión de Curtidores                | x                                        | x                           |  |
| 1985-86       | Progreso de Cocula                 | x                                        | x                           |  |
| 1986-87       | Águila Progreso Industrial         | x                                        | x                           |  |
| 1987-88       | Ecatepec                           | x                                        | x                           |  |
| 1988-89       | Ayense                             | x                                        | x                           |  |
| 1989-90       | Brujos de Zitlaltepec              | x                                        | x                           |  |
| 1990-91       | Linces de la Universidad de Celaya | x                                        | x                           |  |
| 1991-92       | Atlético San Francisco             | x                                        | x                           |  |
| 1992-93       | Colimense                          | Monterrey "B"                            | x                           |  |
| 1993-94       | Tigrillos                          | Guadalajara "B"                          | x                           |  |
| 1994-95       | Monterrey FAAC                     | Cruz Azul México                         | x                           |  |
| 1995-96       | Deportivo Zitácuaro                | América Coapa                            | x                           |  |
| Invierno 96   | Truenos de Cuautitlán              | América Coapa                            | x                           |  |
| Invierno 97   | Cachorros de Sayula                | Académicos                               | x                           |  |
| Invierno 98   | Deportivo Cihuatlán                | Necaxa "B"                               | x                           |  |
| Verano 99     | Alacranes de Durango               | x                                        | x                           |  |
| Invierno 99   | Guadalajara                        | Atlético Morelia                         | x                           |  |
| Verano 2000   | San Francisco                      | x                                        | x                           |  |
| Invierno 2000 | Pumas Naucalpan                    | Tigres S.D.                              | x                           |  |
| Verano 2001   | Potros Zitácuaro                   | x                                        | x                           |  |
| Invierno 2001 | Académicos                         | Estudiantes Tecos                        | x                           |  |
| Verano 2002   | Alacranes de Apatzingán            | Correcaminos "C"                         | x                           |  |
| Apertura 2002 | Deportivo Tepic                    | Tigres S.D.                              | x                           |  |
| Clausura 2003 | Inter Playa del Carmen             | Necaxa "C"                               | x                           |  |
| Apertura 2003 | Jersy Nay Ixcuintla                | América "C"                              | x                           |  |
| Clausura 2004 | Atlético Tecoman                   | América "C"                              | Diablos de Hermosillo       |  |
| Apertura 2004 | Autlán "B"                         | Tigres S.D.                              | Búhos de Hermosillo         |  |
| Clausura 2005 | Atlético Cuauhtémoc                | Guadalajara "C"                          | Búhos de Hermosillo         |  |
| Apertura 2005 | Deportivo Tecamachalco "B"         | Guadalajara "C"                          | x                           |  |
| Clausura 2006 | Fútbol Soccer Manzanillo           | Estudiantes Tecos                        | x                           |  |
| Apertura 2006 | Búhos de Hermosillo                | América "C"                              | Gallos de Pelea del Canal 5 |  |
| Clausura 2007 | Atlético Cihuatlán                 | Necaxa "C"                               | Gallos de Pelea del Canal 5 |  |
| Apertura 2007 | Atlético Comonfort                 | América "C"                              | X                           |  |
| Clausura 2008 | Fútbol Soccer Manzanillo "B"       | Necaxa "C"                               | X                           |  |
| 2008-2009     | Club Deportivo Héroes de Caborca   | Monarcas Morelia                         | X                           |  |